# دانيل غيرا
دانيل غيرا (بالمجرية: Gera Dániel)‏ هو لاعب كرة قدم مجري في مركز الوسط، ولد في 29 أغسطس 1995 في بودابست في المجر. شارك مع منتخب المجر تحت 21 سنة لكرة القدم. أما مع النوادي، فقد لعب مع نادي بودابست.